# A Vampire Out of Work
A Vampire Out of Work è un cortometraggio muto del 1916 diretto da S. Rankin Drew.

## Produzione
Il film fu prodotto dalla Vitagraph Company of America.

## Distribuzione
Distribuito dalla General Film Company, il film - un cortometraggio in una bobina - uscì nelle sale cinematografiche statunitensi il 6 ottobre 1916.